# Беленькое (Белгородская область)
Беленькое — село в Борисовском районе Белгородской области. Центр Белянского сельского поселения.

## География
Село Беленькое располагается в западной части Белгородской области, на реке Ворскле, чуть ниже по её руслу относительно районного центра Борисовки (практически примыкая с запада).

## История
История села Беленького неразрывно связана с историей города-крепости Хотмыжска и слободы Борисовки. В 1695 году недалеко от Хотмыжска несколько семей, выехавших из крепости, основали поселение. Это поселение находилось на территории современного поселка Борисовка. Со временем из-за перенаселения, некоторые семьи выезжают из Борисовки и селятся хуторами недалеко от слободы. Одним из таких хуторов и было нынешнее село Беленькое.
X ревизия 1857 года упоминает жителей села как крепостных графа Шереметева.
Далее в письменных источниках нет сведений о развитии села до 1905 года. Именно с 1905 года село начинает обустраиваться. Были построены небольшие саманные хаты, покрытые травой. Места здесь были очень заболоченные, глинистые. Население научилось изготавливать глиняную посуду, которую меняли в Борисовке на продукты и другие принадлежности.
В 1906 году харьковские власти проложили железную дорогу от Льгова до Основы.
В 1910 году были построены три здания: Железнодорожный вокзал, здание конторы и общежитие для строителей.
В 1915 году началась прокладка второй железнодорожной линии Льгов-Харьков. И село стало развиваться как рабочий поселок, связанный с обслуживанием железной дороги.
В 1918 году в селе была установлена Советская власть. По воспоминаниям старожилов известно, что первая начальная школа в Беленьком появилась в 1925 году.
В 1920-1930-е годы было создано три колхоза: «Красный железнодорожник», «Куйбышева», «Красные Зозули». Появляется предприятие по производству строительных материалов.
В 1941-1943 годах село находилось в оккупации в ходе Великой Отечественной войны. После освобождения села в 1943 году открылась Белянская сельская библиотека.
В 1958 году село Беленькое — центр Белянского сельсовета (два села, два хутора и рабочий поселок) в том же районе.
В 1969 году введен в строй кукурузный завод по переработке крупы на откорм скота.
Началось укрупнение хозяйств и три колхоза объединились в один колхоз имени Кирова с центром в соседнем селе Зозули, первым председателем которого стал Зозуля Василий Михайлович.
В 1992 году в результате реформирования сельского хозяйства в период перестройки колхоз им. Кирова был преобразован в кооператив "Дружба", а позднее вошел в состав «Парижской Коммуны».

## Население
По переписи 1884 года Грайворонского уезда Борисовской волости слобода Беленькая насчитывала 39 дворов (39 изб), 240 жителей (122 мужского и 118 женского пола), грамотных 11 мужчин и пять учащихся мальчиков (школа в двух верстах).
К концу 1921 года село Беленькое насчитывало 306 человек жителей.
В 1931 году в Беленьком — 758 жителей.
| 2002 | 2010  |
| ---- | ----- |
| 1459 | ↗1466 |

## Интересные факты
- В начале XX века в селе занимались различными ремеслами: лозоплетением, бондарством, изготавливались изделия из туеса, прялки, дуги для лошадей. Известным мастером в селе был Топорин Иван Павлович, который со своим сыном организовал артель по изготовлению повозок, бочек для солений. Брали заказы от населения на изготовление сундуков, этажерок, тумбочек, столов, табуреток, дверей, окон и др. Женщины занимались рукоделием: вязали скатерти, вышивали скатерти и полотенца, пряли шерсть. Все это возилось в Харьков на продажу[3].

## Внешние ссылки
- Историческая справка о Беленьком